# Łubno (Pommeren)
Łubno is een plaats in het Poolse district  Bytowski, woiwodschap Pommeren. De plaats maakt deel uit van de gemeente Kołczygłowy en telt 266 inwoners.